# Zjednoczenie Chrześcijańsko-Narodowe
Zjednoczenie Chrześcijańsko-Narodowe (ZChN) – polska partia polityczna o profilu narodowo-chrześcijańskim działająca między 1989 a 2010 rokiem, nawiązująca do przedwojennych tradycji Narodowej Demokracji i chrześcijańskiej demokracji, wywodząca się z ruchu solidarnościowego.
Partia ta została założona 28 października 1989 (zarejestrowana sądownie 4 grudnia 1990, przerejestrowana ponownie w 1997 zgodnie z nową ustawą o partiach politycznych). Ugrupowanie trzykrotnie było wykreślane z ewidencji partii politycznych – w 2002 (wkrótce zarejestrowane ponownie), w 2006 (ponownie zarejestrowane w 2008) i ostatecznie w 2010.

## Historia partii

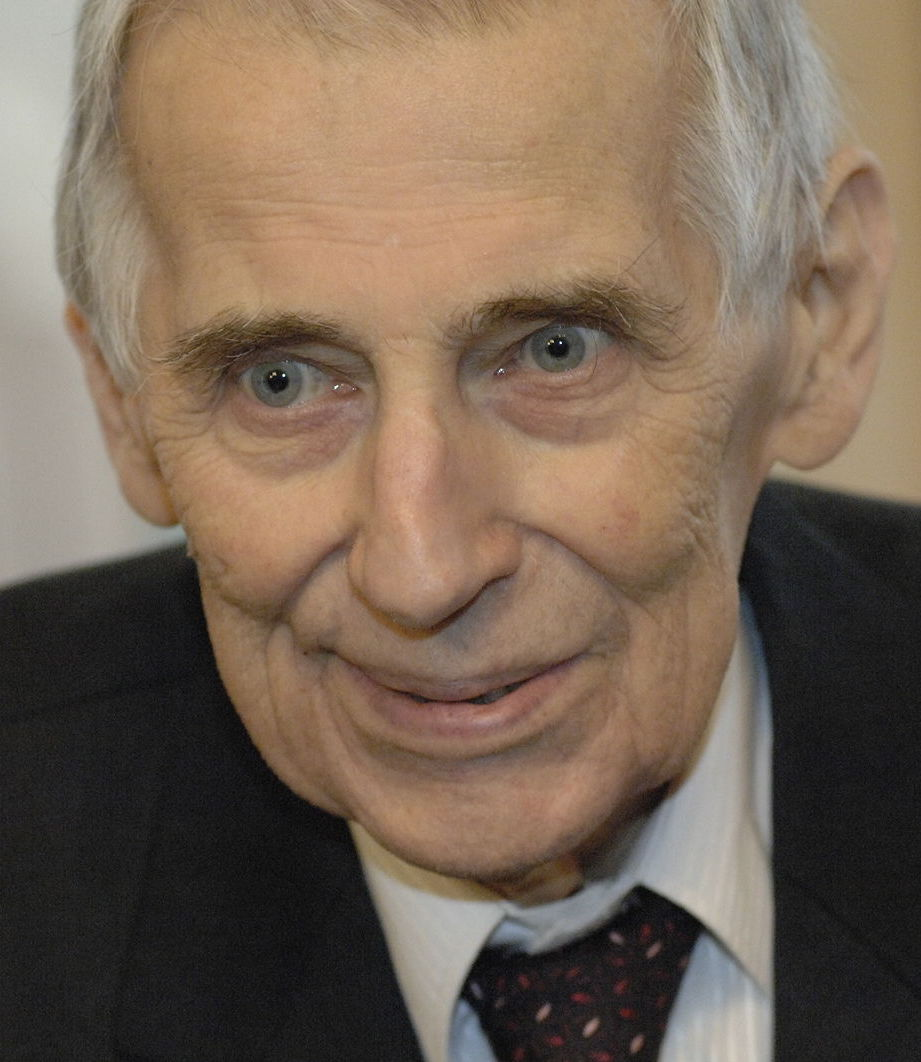
Wiesław Chrzanowski, założyciel i pierwszy prezes ZChN

### Sejm kontraktowy
W Sejmie kontraktowym (1989–1991) istotną rolę w propagowaniu partii odegrali „trzej muszkieterowie ZChN” w Obywatelskim Klubie Parlamentarnym: posłowie Stefan Niesiołowski, Jan Łopuszański i Marek Jurek, w znacznym stopniu przyczyniając się do zainteresowania partią i jej sukcesu w wyborach w 1991. ZChN miało także wówczas w ramach OKP kilku senatorów. Duże znaczenie partia zyskała po wyborach prezydenckich w 1990, w których poparła Lecha Wałęsę, a następnie, gdy wraz z KLD i PC utworzyła rząd Jana Krzysztofa Bieleckiego. Reprezentował ją w nim Wiesław Chrzanowski jako minister sprawiedliwości, a także Kazimierz Kapera jako wiceminister zdrowia. W tym też czasie ZChN bez większych sukcesów próbowało współtworzyć masowy Chrześcijański Ruch Obywatelski (jego prezesem był Wojciech Bogaczyk).
W programie wyborczym z 1991 ugrupowanie podnosiło kwestię konieczności ochrony polskiej gospodarki przed zalewem zachodnich towarów (stąd np. akcja „kupuj polskie towary”), preferencji dla małych przedsiębiorstw (niższe obciążenia podatkowe), ochrony warstw najsłabszych przed skutkami reform wolnorynkowych (partia krytycznie odnosiła się do planu Balcerowicza) oraz preferencji podatkowych dla rodzin wielodzietnych. Początkowo z niechęcią odnoszono się do idei integracji europejskiej, widząc w niej zagrożenie dla polskiej tożsamości narodowej i suwerenności państwowej (jakkolwiek partia poparła w sejmie układ stowarzyszeniowy ze wspólnotami). W dziedzinie ideologicznej domagano się utrzymania nauki religii w szkołach, wyłącznego prawa rodziców do wychowywania własnych dzieci oraz zapisu o poszanowaniu wartości chrześcijańskich w mediach. Ważnym punktem programu była walka o wprowadzenie niemalże całkowitego zakazu aborcji (ostatecznie ZChN zgodziło się w 1993 mimo sprzeciwu części swych posłów na mniej kontrowersyjną wersję ustawy).

### Sejm I kadencji
W wyborach parlamentarnych w 1991 ZChN odniosło sukces, startując jako główny podmiot koalicji Wyborcza Akcja Katolicka i osiągając 8,74% głosów. Uzyskało wówczas 49 miejsc w Sejmie i 9 w Senacie (pod koniec kadencji: 42 posłów i 11 senatorów). Wraz z PC i Porozumieniem Ludowym współtworzyło rząd Jana Olszewskiego, w którym zasiadali przedstawiciele partii: Jerzy Kropiwnicki (minister pracy), Antoni Macierewicz (minister spraw wewnętrznych), Zbigniew Dyka (minister sprawiedliwości), Piotr Naimski (szef UOP) i Marcin Gugulski (rzecznik rządu). Prezes ZChN Wiesław Chrzanowski, został Marszałkiem Sejmu RP.
Po aferze związanej z ujawnieniem 4 czerwca 1992 przez Antoniego Macierewicza listy domniemanych agentów Służby Bezpieczeństwa i wnioskiem o odwołanie rządu Jana Olszewskiego, partia bezskutecznie głosowała przeciwko wotum nieufności dla współtworzonego przez nią gabinetu. Sytuację komplikował fakt, że na tzw. liście Macierewicza znaleźli się ważni politycy partii, w tym Wiesław Chrzanowski oraz Jan Tomasz Zamoyski. Antoni Macierewicz został następnie usunięty z ZChN i wraz z dwoma innymi posłami utworzył koło poselskie oraz partię Akcja Polska.
Po trzydziestodniowych rządach Waldemara Pawlaka partia weszła do „koalicji siedmiu”, współtworząc rząd Hanny Suchockiej, w którym objęła sześć resortów. Reprezentowali ją tam m.in. Henryk Goryszewski (wicepremier ds. gospodarczych), Zbigniew Dyka, a następnie Jan Piątkowski jako minister sprawiedliwości, Zbigniew Jaworski (minister transportu) oraz Zdobysław Flisowski (minister edukacji). ZChN niejednokrotnie wyłamywało się z niektórych ustaleń rządowych, np. w znacznej części głosując przeciwko Programowi Powszechnej Prywatyzacji czy Układom Stowarzyszeniowym z EWG, co powodowało spekulacje o rozpadzie koalicji i przyspieszonych wyborach. 28 maja 1993 partia głosowała przeciwko odwołaniu współtworzonego przez nią rządu Hanny Suchockiej. Do upadku gabinetu przyczyniło się niestawiennictwo dwóch posłów – celowe ze strony Bogumiły Boby i przypadkowe ze strony Zbigniewa Dyki.

### Lata 1993–1997
W wyborach parlamentarnych w 1993 ZChN startowało wraz z koalicjantami z rządu Hanny Suchockiej: Stronnictwem Ludowo-Chrześcijańskim, Partią Chrześcijańskich Demokratów, Partią Konserwatywną i Federacją Polskiej Przedsiębiorczości pod nazwą Katolicki Komitet Wyborczy „Ojczyzna”. W tworzeniu tego chrześcijańsko-konserwatywnego bloku brał wówczas udział arcybiskup Tadeusz Gocłowski. „Ojczyzna”, osiągając 6,37% głosów poparcia, nie przekroczyła ośmioprocentowego progu wyborczego dla koalicji i nie znalazła się w Sejmie.
Na cztery lata ZChN pozostało w opozycji pozaparlamentarnej, tworząc na czas wyborów samorządowych 1994 koalicję Przymierze dla Polski (ZChN–PC–RdR–KK–PSL-PL). Część polityków ZChN blisko współpracowała z Lechem Wałęsą – Henryk Goryszewski objął stanowisko szefa Biura Bezpieczeństwa Narodowego przy Prezydencie RP (1994–1995), a Marek Jurek w 1995 przewodniczącego Krajowej Rady Radiofonii i Telewizji. W 1994 z kierowania ZChN zrezygnował Wiesław Chrzanowski i nowym prezesem stronnictwa został Ryszard Czarnecki.
W czasie wyborów prezydenckich w 1995 ZChN, nie mogąc się zdecydować na poparcie któregoś z kilku kandydatów prawicy (m.in. Adam Strzembosz, Lech Kaczyński, Wojciech Łączkowski) ostatecznie na wniosek prezesa Ryszarda Czarneckiego opowiedziało się za kandydaturą Hanny Gronkiewicz-Waltz, by tuż przed pierwszą turą udzielić poparcia urzędującemu prezydentowi Lechowi Wałęsie, popieranemu od początku przez znaczną grupę działaczy ZChN skupionych w tzw. Inicjatywie 44 (m.in. Henryk Goryszewski, Jan Łopuszański, Kazimierz Marcinkiewicz, Arkadiusz Urban). Po przegranych wyborach Ryszard Czarnecki w wyniku rezygnacji z funkcji prezesa został zastąpiony przez Mariana Piłkę.

### Sejm III kadencji
W 1997 działacze ZChN zasiedli w Sejmie, kandydując w wyborach parlamentarnych z list Akcji Wyborczej Solidarność, której ZChN było istotną częścią. Partia uzyskała około 25 mandatów poselskich i 3 senatorskie. W skład rządu Jerzego Buzka weszło trzech przedstawicieli partii: Marek Zdrojewski, a następnie Tomasz Szyszko i Maciej Srebro (ministrowie łączności), Jerzy Kropiwnicki (Rządowe Centrum Studiów Strategicznych) i Ryszard Czarnecki (Urząd Komitetu Integracji Europejskiej), a Stanisław Zając został wicemarszałkiem Sejmu.
W latach 1997–2001 partia reprezentowała nurt bardziej pragmatyczny, niż w Sejmie I kadencji; zmieniła swoje stanowisko w sprawie integracji europejskiej (na pozytywne) oraz wycofała się z forsowania niektórych kwestii ideologicznych. Jednocześnie walczyła o całkowity zakaz pornografii w 2000. W wyborach prezydenckich w 2000 ZChN poparło kandydaturę szefa AWS – Mariana Krzaklewskiego. W grudniu 2000 stronnictwo stało się częścią Federacji AWS, a nowy prezes ZChN Stanisław Zając był jednym z przywódców AWS.

### Lata 2001–2007
W wyborach parlamentarnych w 2001 ZChN wystartowało bez powodzenia w ramach osłabionej Akcji Wyborczej Solidarność Prawicy. Znaczna część jego byłych działaczy weszła w skład nowego ugrupowania Prawo i Sprawiedliwość, organizując się uprzednio w Przymierzu Prawicy (m.in. Marek Jurek, Kazimierz Marcinkiewicz, Marian Piłka). Po przegranych wyborach ZChN zerwało współpracę z Ruchem Społecznym AWS oraz PPChD i zaczęło szukać sojusznika w Lidze Polskich Rodzin. Na nowego prezesa ZChN w 2002 został wybrany Jerzy Kropiwnicki. Problemy organizacyjne spowodowały, iż partia nie złożyła sprawozdania finansowego i została wykreślona z ewidencji, co wymusiło dokonanie ponownej rejestracji.
W wyborach samorządowych w 2002 ZChN razem z Ruchem Katolicko-Narodowym i Ruchem Odbudowy Polski współtworzyło komitet wyborczy „Razem Polsce”, który jednak nie odniósł większych sukcesów (zaledwie 1,09% poparcia w skali kraju). Jedynie Jerzy Kropiwnicki został wówczas prezydentem Łodzi, a Ryszard Tur prezydentem Białegostoku. 12 października 2003 działacze samorządowi zainicjowali powstanie Chrześcijańskiego Ruchu Samorządowego, na którego czele stanął prezes ZChN.
W referendum unijnym w 2003 ZChN wzywało do opowiedzenia się za integracją z Unią Europejską. W wyborach do Parlamentu Europejskiego współtworzyło Narodowy Komitet Wyborczy Wyborców wraz z byłym Marszałkiem Sejmu Maciejem Płażyńskim i byłym wicepremierem Januszem Steinhoffem. Komitet poniósł porażkę, uzyskując jedynie 1,56% głosów. Z list NKWW startowało do PE 8 członków ZChN, ponadto 2 członków partii startowało z listy PiS. Tuż przed wyborami z ZChN odszedł do Samoobrony RP były prezes stronnictwa Ryszard Czarnecki.
29 września 2004 nadzwyczajny zjazd delegatów ZChN w województwie zachodniopomorskim podjął decyzję o rozwiązaniu lokalnych struktur tej partii. Władze centralne ZChN uznały tę decyzję za nielegalną.
W czasie wyborów prezydenckich w 2005 stronnictwo początkowo upatrywało swej szansy w budowie bloku politycznego wokół kandydatury Zbigniewa Religi – m.in. z PSL kierowanym wówczas przez Janusza Wojciechowskiego w ramach porozumienia „Zgoda”. Zbigniew Religa jednak przed pierwszą turą wycofał się z kandydowania i poparł lidera PO – Donalda Tuska. W tej sytuacji Jerzy Kropiwnicki wsparł Lecha Kaczyńskiego. W wyborach parlamentarnych w 2005 po nieudanych próbach instytucjonalnego zawiązania porozumienia wyborczego ze znaczącą formacją prawicy lub centroprawicy (PiS, LPR, PO) i nieudanych próbach budowy alternatywnego komitetu wyborczego (m.in. z Ruchem Patriotycznym i Domem Ojczystym), łącznie kilkunastu członków ZChN startowało z list Ruchu Patriotycznego, Prawa i Sprawiedliwości, Domu Ojczystego i Partii Centrum. Spośród członków ZChN mandat posła z listy PiS uzyskał były prezes partii Stanisław Zając, który w 2006 został członkiem PiS.
Na zjeździe partii 3 czerwca 2006 pojawiła się koncepcja nawiązania współpracy z Narodowym Kołem Parlamentarnym i współtworzenia nowej formacji chrześcijańsko-narodowej. Koncepcja ta reprezentowana przez region mazowiecki i jej kandydata na prezesa stronnictwa Arkadiusza Urbana (dotychczasowego wieloletniego sekretarza generalnego ZChN) uzyskała poparcie nieco ponad 40% delegatów. Za koncepcją trwania w dotychczasowej formule opowiedzieli się pozostali delegaci, którzy poparli Jacka Szczota (dotychczasowego wiceprezesa ZChN), wybierając go na nowego prezesa ugrupowania. Nie utrzymali oni jednak formuły prawnej ani organizacyjnej stronnictwa. Partia została wykreślona z ewidencji partii politycznych w dniu 21 września 2006. W styczniu 2007 działacze z różnych regionów bez powodzenia usiłowali ponownie zarejestrować ugrupowanie.
W 2005 działacze ZChN utworzyli Stowarzyszenie „Zjednoczenie Chrześcijańsko-Narodowe”, którego władze były identyczne z przedostatnimi władzami partii (prezes – Jerzy Kropiwnicki, przewodniczący Rady Naczelnej – Stanisław Zając, sekretarz generalny Arkadiusz Urban). Formalnie było ono quasi-kontynuacją dawnego ZChN. Znaczna część działaczy stronnictwa angażowała się także nadal w działalność Chrześcijańskiego Ruchu Samorządowego, który bez powodzenia uczestniczył w wyborach samorządowych w 2006 (zaledwie 0,33% poparcia w skali kraju).
18 kwietnia 2007 grupa czołowych polityków ZChN weszła w skład Rady Politycznej Ligi Polskich Rodzin (Henryk Goryszewski, Leszek Lewoc, Jan Piątkowski, Jacek Szczot i Zbigniew Wawak), co przerwało okres samodzielnego funkcjonowania ZChN. W wyborach parlamentarnych w 2007 lider ZChN Jacek Szczot oraz reprezentujący ZChN Wojciech Łaszkiewicz wystartowali do Sejmu bez powodzenia z ramienia PiS.

### Schyłek działalności (2008–2010)
16 października 2008, staraniem ostatniego zarządu, ZChN zostało ponownie zarejestrowane. 21 marca 2009 przeprowadzony został Zjazd Krajowy. Nowym prezesem został Marian Papis. 18 czerwca 2009 uaktualniono statut partii.
W wyborach do Parlamentu Europejskiego w 2009 jeden członek ZChN – Wiesław Cichocki – wystartował z listy komitetu Libertas, który nie osiągnął progu wyborczego. Kandydat należący do ZChN otrzymał 202 głosy.
27 stycznia 2010 warszawski Sąd Okręgowy na wniosek Państwowej Komisji Wyborczej po raz trzeci wykreślił ZChN z rejestru polskich partii politycznych z powodu uchybień proceduralnych. Liczące 1350 członków ugrupowanie zapowiadało odwołanie od tej decyzji oraz połączenie z Chrześcijańskim Ruchem Samorządowym. Ostatecznie partia nie wznowiła działalności, a część jej byłych liderów poparła w 2011 ugrupowanie Polska Jest Najważniejsza.
Ostatnią siedzibę partia miała w Kamienicy Steigetów w Łodzi przy ul. Piotrkowskiej 133.

### Stowarzyszenie Chrześcijańsko-Narodowe
W kwietniu 2015 wszyscy sekretarze generalni ZChN z lat 1989–2006 zapowiedzieli powołanie chrześcijańsko-narodowej „platformy organizacyjnej”, odwołującej się do wartości tej partii. 16 maja 2015 zostało powołane Stowarzyszenie Chrześcijańsko-Narodowe. Przystąpiły do niego zarówno osoby bezpartyjne (m.in. z Mazowieckiej Wspólnoty Samorządowej), jak i działacze różnych partii (głównie Polski Razem, Prawicy Rzeczypospolitej, Ruchu Narodowego czy PSL). Prezesem SChN został Arkadiusz Urban, wiceprezesami Włodzimierz Dobrowolski, Mirosław Jakubowski, Robert Kuraszkiewicz, Gniewomir Rokosz-Kuczyński, Zbigniew Wawak i Artur Zawisza, sekretarzem generalnym Norbert Lenkiewicz, a skarbnikiem Marek Chibowski. W zarządzie głównym znaleźli się także m.in. Mariusz Ambroziak, Marek Grzelaczyk i Leszek Lewoc. Wśród liderów struktur terenowych znaleźli się m.in. Andrzej Chrzanowski, Roman Giedrojć, Grzegorz Kazimierski, Jan Piątkowski, Wiesław Perzanowski i Stanisław Wądołowski. Stowarzyszenie odwołuje się do wartości chrześcijańskich i katolickiej nauki społecznej. Opowiada się za tzw. Europejską Wspólnotą Narodów. Ważnymi dla SChN wartościami są także rodzina, wspólnota narodowa, niepodległe państwo, własność prywatna i demokracja. Prezes SChN Arkadiusz Urban w 2017 współtworzył partię Porozumienie (powstałą z przekształcenia Polski Razem), zostając jej wiceprezesem. W 2021 został wykluczony z Porozumienia i przystąpił do Partii Republikańskiej (funkcjonującej do 2023), w której również pełnił funkcję wiceprezesa.

## Działacze

### Prezesi
- od 28 października 1989 do 1 października 1994 – Wiesław Chrzanowski
- od 1 października 1994 do 24 lutego 1996 – Ryszard Czarnecki
- od 24 lutego 1996 do 21 maja 2000 – Marian Piłka
- od 21 maja 2000 do 2 marca 2002 – Stanisław Zając
- od 2 marca 2002 do 3 czerwca 2006 – Jerzy Kropiwnicki
- od 3 czerwca 2006 do 21 marca 2009 – Jacek Szczot
- od 21 marca 2009 do 27 stycznia 2010 – Marian Papis

### Sekretarze generalni
- 1989–1991: Włodzimierz Dobrowolski
- 1991–1994: Mirosław Jakubowski
- 1994–1999: Arkadiusz Urban
- 1999–2000: Artur Zawisza
- 2000–2002: Zbigniew Wawak
- 2002–2006: Arkadiusz Urban
- 2006–2010: Mirosław Pietrucha